# Brachionidium viridis
Brachionidium viridis är en orkidéart som beskrevs av Becerra och Catchpole. Brachionidium viridis ingår i släktet Brachionidium och familjen orkidéer.
Artens utbredningsområde är Peru. Inga underarter finns listade i Catalogue of Life.